# Alexander Van der Bellen
Alexander Van der Bellen (ur. 18 stycznia 1944 w Wiedniu) – austriacki polityk i ekonomista, posiadający również obywatelstwo estońskie. Profesor Uniwersytetu Wiedeńskiego, poseł do Rady Narodowej, w latach 1997–2008 lider Zielonych – Zielonej Alternatywy, prezydent Austrii od 2017.

## Życiorys
Jego rodzice mieszkali w Estonii. Opuścili ją w 1941, gdy doszło do radzieckiej okupacji tego kraju.
W 1962 zdał egzamin maturalny w Akademisches Gymnasium w Innsbrucku. W 1966 został absolwentem ekonomii na Universität Innsbruck, a w 1970 uzyskał stopień doktora z ekonomii. Habilitował się w 1975 w zakresie nauk o finansach. W połowie lat 70. wstąpił do loży masońskiej w Innsbrucku. Publicznie tłumaczył, że zrezygnował z tej działalności po dziesięciu latach
Pracował jako nauczyciel akademicki m.in. w macierzystej uczelni, a także w berlińskim instytucie naukowym Wissenschaftszentrum Berlin. W 1980 objął stanowisko profesora na Uniwersytecie Wiedeńskim, od 1990 do 1994 był dziekanem wydziału nauk społecznych i ekonomicznych. W 2009 przeszedł na emeryturę akademicką.
Zaangażował się w działalność polityczną w ramach austriackich Zielonych. Od 1994 do 2012 sprawował mandat posła do Rady Narodowej, od 1999 do 2008 przewodniczył klubowi poselskiemu swojego ugrupowania. W 1997 objął stanowisko rzecznika federalnego Zielonych – Zielonej Alternatywy, stając się tym samym liderem tej partii. Ustąpił z tej funkcji w 2008 po słabszym wyniku Zielonych w wyborach parlamentarnych, po czym został zastąpiony przez Evę Glawischnig. W 2012 zrezygnował z zasiadania w Radzie Narodowej, obejmując mandat radnego miejskiego w Wiedniu.
W 2016 wystartował jako kandydat niezależny w wyborach prezydenckich. Poparcia udzieliło mu jego macierzyste ugrupowanie, które finansowo wsparło jego kampanię wyborczą. W pierwszej turze głosowania z 24 kwietnia 2016 zajął drugie miejsce z wynikiem około 21,3% głosów, przechodząc do drugiej tury wyborów. W drugiej turze głosowania z 23 maja 2016 pokonał Norberta Hofera z wynikiem 50,3% głosów. Planowane objęcie urzędu miało się odbyć 8 lipca 2016, jednak 1 lipca 2016 Trybunał Konstytucyjny nakazał powtórzenie drugiej tury wyborów. W powtórce drugiej tury głosowania z 4 grudnia 2016 Alexander Van der Bellen zdobył 53,8% głosów, tym samym wygrywając wybory. Zaprzysiężenie na urząd prezydenta odbyło się 26 stycznia 2017.
W maju 2022 oficjalnie ogłosił, że będzie ubiegał się o reelekcję w wyborach prezydenckich zaplanowanych na ten sam rok. Został wybrany na drugą kadencję już w pierwszej turze głosowania z 9 października 2022, otrzymując 56,7% głosów.

## Życie prywatne
Jego pierwsze małżeństwo z Brigitte Hüttner zakończyło się rozwodem. Jego drugą żoną w 2015 została Doris Schmidauer. Z pierwszego małżeństwa ma dwóch synów.

## Odznaczenia
- Wielka Gwiazda Odznaki Honorowej za Zasługi dla Republiki Austrii (ex officio, 2017)[18]
- Wielka Złota Odznaka Honorowa z Gwiazdą Odznaki Honorowej za Zasługi dla Republiki Austrii[1] (2004)
- Order Podwójnego Białego Krzyża I klasy (Słowacja, 2017)[19]
- Wielka Gwiazda Orderu Zasługi Księstwa Liechtenstein (2018)[20]
- Kawaler Krzyża Wielkiego Udekorowany Wielką Wstęgą Orderu Zasługi Republiki Włoskiej (2019)[21]
- Wielki Łańcuch Orderu Świętego Jakuba od Miecza (Portugalia, 2019)[22]
- Wielki Krzyż z łańcuchem Orderu Krzyża Ziemi Maryjnej (Estonia, 2021)[23]
- Krzyż Wielki Orderu Lwa Niderlandzkiego (Holandia, 2022)[24]
- Order za Wybitne Zasługi (Słowenia, 2022)[25]
- Order Lwa Białego I klasy (Czechy, 2023)[26]